# Adelphius (gnostique)
Adelphius est un gnostique du IIIe siècle mentionné par Porphyre dans la Vie de Plotin, 16.
Avec son comparse Aquilinus, il est le chef d'une école philosophique qui cherchait son inspiration aussi bien auprès du platonisme qu'auprès d'ouvrages de l'Orient, des maîtres gnostiques ou des Zoroastriens. Leur influence fut telle que Plotin fut contraint de les réfuter longuement dans ses conférences et d'écrire contre eux un ouvrage intitulé Contre les Gnostiques, dont on retrouve des extraits dans les Ennéades, III.8, V.8, V.5, II.9.

## Sources
- Puech H.C., « Plotin et les Gnostiques », in Les sources de Plotin, Vandoeuvres/Genève, 1960, p. 164.
- Puech H.C., En quête de la Gnose, T1, Paris, 1978, p. 86.
- Brisson L., in Goulet R., Dictionnaire des philosophes antiques, T1, Paris, 1994, p. 53-54.